# Маккинни, Терренс
Терренс Китариус Маккинни  (англ. Terrance Kitarius McKinney; род. 15 сентября 1994 год, Спокан, Вашингтон, США) — американский боец смешанных единоборств, который в настоящее время выступает в UFC в лёгкой весовой категории. Профессионал с 2017 года, МакКинни также выступал в Legacy Fighting Alliance (LFA).

## Титулы и достижения
Front Street Fights
- Чемпион FSF в лёгком весе (один раз)

## Карьера в смешанных боевых искусствах
Ранняя карьера
После завершения карьеры борца в колледже МакКинни дебютировал в любительских смешанных единоборствах в августе 2016 года, выиграв нокаутом на пятнадцатой секунде первого раунда.
Год спустя он стал профессионалом и установил рекорд 7-1, и появился в Contender Series 21 Даны Уайта в июле 2019 года, где проиграл нокаутом Шону Вудсону.
Далее проиграв Дэррику Миннеру, МакКинни взял перерыв и вернулся в начале 2021 года в легком дивизионе, одержав три нокаута подряд (два в LFA) с общим временем в октагоне менее двух минут за четыре месяца до подписания контракта с UFC
Ultimate Fighting Championship
Через восемь дней после победы нокаутом в первом раунде в хедлайнере LFA 109 МакКинни дебютировал в промоушене против Мэтта Фреволы 12 июня 2021 года на турнире UFC 263, заменив травмированного Фрэнка Камачо.
Он выиграл бой нокаутом на седьмой секунде первого раунда, установив рекорд самого быстрого финиша в истории UFC в легком весе.
После мероприятия президент UFC Дана Уайт объявил, что, хоть и МакКинни не получил официального бонуса «Выступление вечера», он получит неофициальный.
26 февраля 2022 года МакКинни встретился с Фаресом Зиамом на турнире UFC Fight Night: Махачев vs. Грин, одержав победу удушающим приемом сзади в первом раунде.
После четырнадцатидневного перерыва МакКинни в короткие сроки сразился с Дрю Добером 12 марта на турнире UFC Fight Night: Сантус vs. Анкалаев, заменив травмированного Рикки Гленна. МакКинни дважды отправил в нокдаун Добера в течение первой минуты, но в итоге проиграл бой техническим нокаутом в первом раунде.
МакКинни встретился с Эриком Гонсалесом 6 августа 2022 года на турнире UFC Fight Night: Сантус vs. Хилл.
Он выиграл бой удушающим приемом сзади в первом раунде.

## Биография
МакКинни родился и вырос у своей матери Китары Джонсон, которая была одной из членов банд.
МакКинни и его семья переехали на военную базу в Германии, где его дразнили из-за того, что он был маленьким, а после переезда в Давенпорт, штат Вашингтон, когда его мать присоединилась к армии США, его дразнили за то, что он черный. В конце концов МакКинни оказался в Спокане, штат Вашингтон, в 2007 году, где занялся борьбой.
В школьные годы МакКинни был выдающимся борцом средней школы, став двукратным чемпионом штата WIAA из средней школы Shadle Park и All-American Fargo по фристайлу.
Заняв шестое место среди старших новобранцев в стране, МакКинни подумывал о том, чтобы пропустить борьбу в колледже, чтобы заняться ММА, спортом, которым он решил заниматься на первом курсе, но продолжил борьбу в колледже Северного Айдахо, где он стал лучшим спортсменом в первый год обучения в колледже.
После недолгого пребывания в NIC он перешел в Государственный колледж Чадрон и в красной рубашке в 14-15 годах.
Летом 2015 года МакКинни был сильно пьян после злоупотребления ЛСД , псилоцибиновыми грибами и алкоголем, и друзья, с которыми он тусовался, вызвали полицию и покинули место происшествия. После того, как полиция нашла его в крови (после того, как он порезал шею стеклом) и в состоянии возбужденного бреда , МакКинни был доставлен в больницу. В машине скорой помощи его сердце остановилось, и он дважды умер, хотя его также дважды реанимировали.
В обмен на полицейских, которые спасли ему жизнь, МакКинни был лидером Инициативы молодежной полиции. Ссылаясь на инцидент несколько лет спустя, МакКинни сказал:
«Мне было так стыдно, если честно, я был очень разочарован в себе. Просто вижу лицо моей мамы в слезах. Она могла потерять меня навсегда, а я ее первенец. Это сильно изменило мою игру. Видеть, как члены моей семьи плачут и грустят. Просто увидев это, я вдохновился на изменения. Я пытался быть рядом с ними каждый день, и я все еще чувствую, что они обижены. Это подталкивает меня быть тем, кем я являюсь сегодня».
МакКинни не выгнали из борцовской команды, и в сезоне 2015-16 годов он занял второе место в стране на уровне дивизиона NCAA II , прежде чем перейти в колледж Нотр-Дам и бросить учебу после одного семестра.

## Результаты боёв в ММА
| Боёв 24  | Побед 17 | Поражений 7 |
| -------- | -------- | ----------- |
| Нокаутом | 8        | 5           |
| Сдачей   | 9        | 2           |

| Результат | Рекорд | Соперник             | Способ                      | Турнир                               | Дата            | Раунд | Время | Место                       | Примечание                                            |
| --------- | ------ | -------------------- | --------------------------- | ------------------------------------ | --------------- | ----- | ----- | --------------------------- | ----------------------------------------------------- |
| Победа    | 17-7   | Вячеслав Борщёв      | Сдача (Гильотина)           | UFC 317                              | 28 июня 2025    | 1     | 0:55  | Лас-Вегас, Невада, США      |                                                       |
| Победа    | 16-7   | Дамир Хаджович       | TKO (удары)                 | UFC Fight Night: Адесанья vs. Имавов | 1 февраля 2025  | 1     | 2:01  | Эр-Рияд, Саудовская Аравия  |                                                       |
| Поражение | 15-7   | Эстебан Рибович      | KO (хай-кик)                | UFC on ESPN: Льюис vs. Насименту     | 11 мая 2024     | 1     | 0:37  | Сент-Луис, Миссури, США     |                                                       |
| Победа    | 15-6   | Брендон Маррот       | TKO (удары)                 | UFC Fight Night: Юсуфф vs. Барбоза   | 14 октября 2023 | 1     | 0:20  | Лас-Вегас, Невада, США      |                                                       |
| Победа    | 14-6   | Майк Бриден          | TKO (удары)                 | UFC on ESPN: Луке vs. Дус Анжус      | 12 августа 2023 | 1     | 1:25  | Лас-Вегас, Невада, США      |                                                       |
| Поражение | 13–6   | Назим Садыхов        | Сдача (удушение сзади)      | UFC on ESPN: Холм vs. Буэну Силва    | 15 июля 2023    | 2     | 1:07  | Лас-Вегас, Невада, США      |                                                       |
| Поражение | 13–5   | Исмаэль Бонфим       | KO (летящее колено)         | UFC 283                              | 21 января 2023  | 2     | 2:17  | Рио-де-Жанейро, Бразилия    |                                                       |
| Победа    | 13-4   | Эрик Гонсалес        | Сдача (удушение сзади)      | UFC on ESPN: Сантус vs. Хилл         | 6 августа 2022  | 1     | 2:17  | Лас-Вегас, Невада, США      |                                                       |
| Поражение | 12-4   | Дрю Добер            | TKO (колено и удары руками) | UFC Fight Night: Сантус vs. Анкалаев | 12 марта 2022   | 1     | 3:17  | Лас-Вегас, Невада, США      |                                                       |
| Победа    | 12-3   | Фаренс Зиам          | Сдача (удушение сзади)      | UFC Fight Night: Махачев vs. Грин    | 26 февраля 2022 | 1     | 2:11  | Лас-Вегас, Невада, США      |                                                       |
| Победа    | 11-3   | Мэтт Фревола         | KO (удары)                  | UFC 263                              | 12 июня 2021    | 1     | 0:07  | Глендейл, Аризона, США      |                                                       |
| Победа    | 10-3   | Майкл Иризарри Ортис | KO (удары)                  | LFA 109                              | 4 июня 2021     | 1     | 1:12  | Шони, Оклахома, США         | Бой в промежуточном весе .                            |
| Победа    | 9-3    | Тониньо Гавиньо      | KO (удар в голову)          | LFA 106                              | 30 апреля 2021  | 1     | 0:17  | Шони, Оклахома, США         |                                                       |
| Победа    | 8-3    | Дедрек Сандерс       | TKO (удары)                 | SHP 59                               | 6 марта 2021    | 1     | 0:16  | Чаттануга, Теннесси, США    | Вернулся в лёгкий вес; МакКинни не сделал вес (71кг). |
| Поражение | 7-3    | Дэррик Миннер        | Сдача (треугольник)         | MCF 18                               | 19 октября 2019 | 1     | 0:57  | Норт-Платт, Небраска, США   |                                                       |
| Поражение | 7-2    | Шон вудсон           | KO (колено в прыжке)        | Dana White’s Contender Series 21     | 23 июля 2019    | 2     | 1:49  | Лас-Вегас, Невада, США      |                                                       |
| Поражение | 7-1    | Харон Испания        | Сдача (удушение сзади)      | ExciteFight: Conquest of the Cage    | 18 мая 2019     | 1     | 0:43  | Эйрвэй-Хайтс,Вашингтон, США | Вернулся в полулегкий вес.                            |
| Победа    | 6-1    | Бобби Макинтайр      | Сдача (удушение сзади)      | Front Street Fights 19               | 19 апреля 2019  | 1     | 2:57  | Бойсе, Айдахо, США          | Завоевал титул чемпиона FSF в лёгком весе.            |
| Победа    | 5-1    | Джефф Коулман        | TKO (удары)                 | ExciteFight: Conquest of the Cage    | 8 февраля 2019  | 1     | 0:07  | Эйрвэй-Хайтс,Вашингтон, США | Дебют в полусреднем весе.                             |
| Поражение | 4-1    | Тайрон Хендерсон     | TKO (травма ноги)           | CageSport 52                         | 21 июля 2018    | 1     | 0:39  | Такома, Вашингтон, США      | Бой в полулегком весе.                                |
| Победа    | 4-0    | Брэндон Тодд         | Сдача (колено)              | CageSport 50                         | 28 апреля 2018  | 3     | 0:43  | Такома, Вашингтон, США      | Дебют в лёгком весе.                                  |
| Победа    | 3-0    | Тайрон Хендерсон     | Сдача (Армбар)              | CageSport 49                         | 10 февраля 2018 | 1     | 1:39  | Такома, Вашингтон, США      |                                                       |
| Победа    | 2-0    | Армандо Бест         | Сдача (удушение сзади)      | CageSport 48                         | 16 декабря 2017 | 1     | 1:23  | Такома, Вашингтон, США      |                                                       |
| Победа    | 1-0    | Армандо Бест         | Сдача (удушение сзади)      | CageSport 47                         | 14 октября 2017 | 1     | 2:15  | Такома, Вашингтон, США      | Дебют в полулегком весе.                              |

- Terrance McKinney — Men’s Wrestling — Chadron State College Athletics